# آنکا پهواس
آنکا پهواس (به اسپانیایی: Anca Pahuas) یک کوه در پرو است که در منطقه ارکیپا، استان کوندسویوس، لا اونیون واقع شده‌است. آنکا پهواس ۵٬۰۰۰ متر بالاتر از سطح دریا واقع شده‌است.